# Nadia Podoroska
Nadia Natacha Podoroska (n. 10 februarie 1997, Rosario, Provincia Santa Fe, Argentina) este o jucătoare profesionistă de tenis din Argentina.
Cea mai bună clasare a sa la simplu este locul 36 mondial, în iulie 2021, iar la dublu, locul 62 mondial, în octombrie 2021. A câștigat un titlu la dublu în circuitul WTA și un titlu la simplu în circuitul WTA Challenger, alături de 14 titluri la simplu și șapte titluri la dublu în circuitul ITF.
Podoroska a concurat pentru țara sa la Jocurile Olimpice de vară din 2020.